# Левінія маорійська
Леві́нія маорійська (Lewinia muelleri) — вид журавлеподібних птахів родини пастушкових (Rallidae). Ендемік Нової Зеландії. Вид був названий на честь німецько-австралійського ботаніка Фердинанда Мюллера.

## Опис
Довжина птаха становить 21 см. Голова рудувато-коричнева, верхня частина тіла каштанова, груди сірі, боки смугасті, чорно-білі. Дзьоб червоний.
Маорійські левінії є найменшими представниками свого роду. Щодо їх здатності до польоту існують суперечливі відомості: тоді як більш ранні дослідники вказували, що маорійські левінії можуть літати, пізніші дослідники не знайшли цьому підтвердження. Якщо ці птахи і можуть літати, то ймовірно, роблять це вкрай рідко.

## Поширення і екологія
Маорійські левінії мешкають на островах Адамс і Розчарування в групі Оклендських островів. Вони живуть на трав'янистих субантарктичних луках, серед осоки і купин. На островах, на яких мешкають маорійські левінії, поширені трави Anisotome latifolia, A. antipoda, Pleurophyllum criniferum, P. speciosum і Stilbocarpa polaris. Ці птахи живляться комахами та іншими безхребетними. В кладці 2 яйця.

## Збереження
Маорійські левінії вважалися вимерлими, однак були повторно відкриті у 1966 на острові Адамс і у 1992 році на острові Розчарування. Ймовірно, раніше вони були поширені на більшості островів Оклендського архіпелагу, однак вимерли на багатьох з них внаслідок хижацтва з боку інтродукованих кішок, мишей і свиней. Популяція маорійських левіній наразі нараховує приблизно 2000 дорослих птахів і є стабільною. МСОП класифікує цей вид як вразливий. Йому загрожує поява на островах інвазивних хижаків.